# Charles De Geer (1747–1805)
Carl (Charles) De Geer, född 8 mars 1747, död 13 januari 1805 i Stockholm, var en svensk friherre och politiker. 

## Biografi
Charles De Geer var son till Charles De Geer (1720–1778) och far till Carl De Geer (1781–1861) och Vilhelmina Gyldenstolpe. Han gifte sig 1770 med Ulrica Elisabeth von Liewen och efter hennes bortgång i maj 1775 därefter 1777 i Stockholm med grevinnan Eleonore Vilhelmina von Höpken.  
De Geer ingick 1762 såsom fänrik vid Svea livgarde, men lämnade 1764 den militära banan för att ägna sig åt den adlige godsägarens uppgifter och erhöll samtidigt kammarherretitel. Efter faderns död, 1778, blev han ägare till Leufsta fideikommiss jämte flera andra egendomar och bruk och ansågs såsom Sveriges rikaste magnat. 
De Geer inträdde i det politiska livet vid riksdagen 1778 och anslöt sig från början till oppositionen. Hans rikedom och sociala anseende, hans talarbegåvning och iver för frihetens sak gav honom genast en bemärkt ställning. Vid riksdagen 1786, var han redan, vid sidan av Axel von Fersen den äldre, oppositionens främste ledare och hade en väsentlig andel i dess framgångar. Han var mer ivrig och hetlevrad än Fersen och ogillade han dennes alltför försiktiga ledning och ställde sig i spetsen för de oppositionsmän, som ville gå hårt fram i kampen mot kungen. Det utkämpades hårda strider, främst i Bankoutskottet, mellan de båda oppositionsriktningarna och deras ledare. I motsats till Fersen avvisade De Geer inte helt den ryske ministern Arkadij Morkovs närmande, trots att han förklarade dennes anbud om samarbete för den pågående riksdagen för sent påtänkt. Efter riksdagen besökte Morkov Leufsta, och efterträdaren, Andrej Razumovskij, hade också en vänskaplig relation till De Geer. Det förefaller dock inte ha kommit till stånd någon politisk överenskommelse och Razumovskij klagar i brev till den ryska regeringen över De Geers och övriga oppositionsledares förbehållsamhet angående sina politiska planer. Anjalaförbundet räknade med De Geers sympatier och medverkan och tillsände honom en redogörelse för sina åtgärder och avsikter. Att han ej avvisade förbindelsen med de upproriska officerarna eller ogillade deras konstitutionella strävanden, är tämligen säkert. Huruvida han gillat hänvändningen till ryska kejsarinnan, är däremot ovisst. Ryktet att han själv avsänt brev till Sankt Petersburg är obestyrkt. 
Vid riksdagen 1789 stod De Geer åter på Riddarhuset i oppositionens främsta led, beredd att försvara författningen mot befarade omstörtningsplaner, anställa efterräkning med krigspolitiken och söka tvinga kungen till konstitutionella eftergifter. I början av riksdagen yrkade han på räfst med de smädeskrivare, som angripit adeln; han förespråkade med kraft att Hemliga utskottets makt skulle inskränkas, valdes själv till ledamot av samma utskott och vågade efter kungens straffpredikan mot adeln i det bekanta plenum plenorum på rikssalen 17 februari begära ordet för att rättfärdiga adeln. Han arresterades den 20 februari tillsammans med 18 andra adliga oppositionsledare, som ett leda i kungens plan att genomdriva Förenings- och säkerhetsakten. Han sattes i förvar på Fredrikshovs slott, och släpptes den 29 april samma år efter riksdagens slut.
År 1790 invaldes han som ledamot av Vetenskapsakademien i Stockholm och hand deltog även vid riksdagen 1792 i Gävle, men deltog föga aktivt i förhandlingarna. Han var inte inblandad i mordet på Gustav III, i likhet med de flesta av 1780-talets aristokratiska frihetsivrare blev han senare mer konservativ, utan att dock överge de konstitutionella idealen. Vid riksdagen 1800 tillhörde han de moderata eller centern, som väl i allmänhet ogillade den nya oppositionens, "jakobinernas", mer demokratisk-radikala strävanden, men dock troget vakade över riksdagens rättigheter gentemot kungamakten.